# Acanthoneta aggressa
Espèce
Synonymes
- Lepthyphantes aggressus Chamberlin & Ivie, 1943
- Poeciloneta aggressa (Chamberlin & Ivie, 1943)

Acanthoneta aggressa est une espèce d'araignées aranéomorphes de la famille des Linyphiidae.

## Distribution
Cette espèce se rencontre aux États-Unis et au Canada.

## Publication originale
- Chamberlin & Ivie, 1943 : New genera and species of North American linyphiid spiders. Bulletin of the University of Utah, vol. 33, no 10, p. 1-39.